# Троїцький собор (Глухів)
Троїцький собор  — втрачений головний храм у місті Глухові. Став відомим у зв'язку з тим, що саме в цьому храмі 9 листопада 1708 року за наказом Петра І тут виконувався ритуал принизливого «проводу Мазепи в пекло». Був зведений козаками та місцевими жителями в 1657 році, спочатку як дерев'яний. Храм неодноразово горів. У 1962 році був остаточно знесений за рішенням органів державної влади, і на його місці висаджено сквер.

## Історія храму

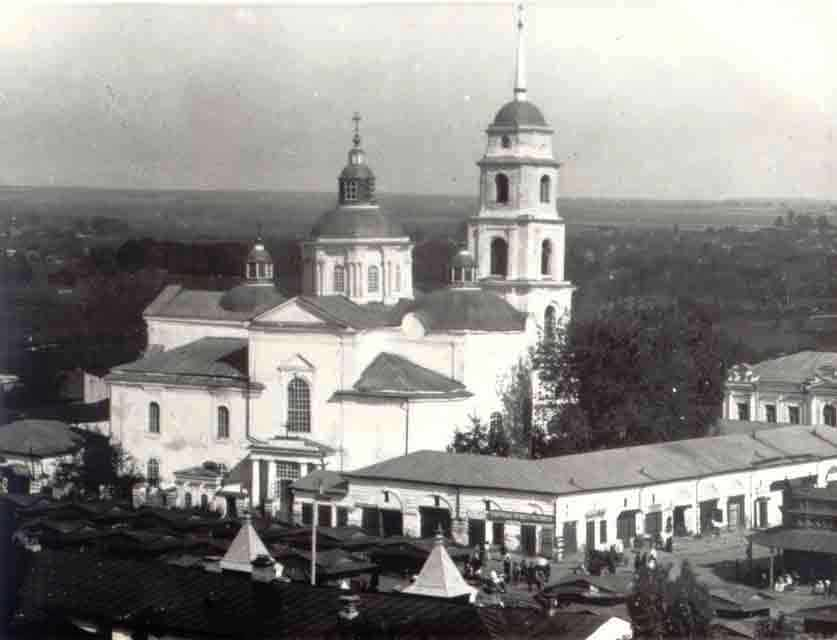
Троїцький собор та Торгові ряди на Радному майдані

Спочатку був побудований як дерев'яний. У 1720 році було прийнято рішення про його перебудові з цегли. Передбачалося що «його довжина буде 15 сажнів, висота до бані 9 сажнів, а креслення і пропорції як пан Гетьман Скоропадський зволить». На будівництво виділити 750 рублів, крім цього борошно, крупу, м'ясо та масло на прокорм". Розповідаючи про долю Троїцького собору архієпископ Філарет Гумілевський наводить перелік подій при його будівництві:
- У 1720 році було заплановано будівництво Троїцького кам'яного храму замість дерев'яного. Засоби виділив російський уряд. Однак після смерті І. Скоропадського роботи майже припинилися;
- Тільки у 1746 році закінчили розбирання дерев'яного собору і заклали новий;
- У 1748 році сталася пожежа, і майже все, що встигли побудувати, і заготовлені матеріали згоріли;
- У 1759 році будівлю, нарешті, довели до покриття, але побудована дзвіниця впала, при цьому зруйнувала кут храму, а на стінах виникли тріщини;

Табличка на будівлі автостанції

- Будівництво відновили тільки в 1765 році, залучаючи до роботи архітектора А. Квасова, але після цього він захворів і доручив нагляд за будівельними роботами свого учня Ф. Савичу;
- У 1784 році будівництво майже закінчили, але знову сталася пожежа, і в соборі згоріло все, що могло горіти;
- Тільки в 1805 будівництво храму було закінчено.[3]

Наприкінці 1930-х років собор відібрали у віруючих, згодом він прийшов у повний занепад. У 1962 році місцева влада знесла Троїцький храм, мотивуючи тим, що вигляд собору псує місто, і на цьому місці влаштувала сквер. При цьому поруч з Троїцькою церквою, перебували ще три церкви, які збереглися досі і є пам'ятками архітектури XVIII століття.
Був відновлений у вигляді 3-Д моделі.